# Амьен (округ)
Амьен (фр. Amiens) — округ (фр. Arrondissement) во Франции, один из округов в регионе О-де-Франс. Департамент округа — Сомма. Супрефектура — Амьен.
Население округа на 2018 год составляло 304 814 человек. Плотность населения составляет 129 чел./км². Площадь округа составляет 2358,34 км².

## Состав
Кантоны округа Амьен (с 1 января 2017 года):
- Айи-сюр-Нуа (частично)
- Айи-сюр-Сомм
- Амьен-1
- Амьен-2
- Амьен-3
- Амьен-4
- Амьен-5
- Амьен-6
- Амьен-7
- Дуллан
- Корби
- Пуа-де-Пикарди
- Фликсекур

Кантоны округа Амьен (с 22 марта 2015 года по 31 декабря 2016 года):
- Айи-сюр-Нуа (частично)
- Айи-сюр-Сомм
- Альбер (частично)
- Амьен-1
- Амьен-2
- Амьен-3
- Амьен-4
- Амьен-5
- Амьен-6
- Амьен-7
- Дуллан (частично)
- Гамаш (частично)
- Корби (частично)
- Морёй (частично)
- Пуа-де-Пикарди (частично)
- Фликсекур

Кантоны округа Амьен (до 22 марта 2015 года):
- Амьен-1 (Уэст)
- Амьен-2 (Нор-Уэст)
- Амьен-3 (Нор-Эст)
- Амьен-4 (Эст)
- Амьен-5 (Сюд-Эст)
- Амьен-6 (Сюд)
- Амьен-7 (Сюд-Уэст)
- Амьен-8 (Нор)
- Ашё-ан-Амьенуа
- Бернавиль
- Бов
- Виллер-Бокаж
- Домар-ан-Понтьё
- Дуллан
- Конти
- Корби
- Мольян-Дрёй
- Орнуа-ле-Бур
- Пикиньи
- Пуа-де-Пикарди